# Genetická daktyloskopie
Genetická daktyloskopie (anglicky DNA fingerprinting) je metoda forenzní chemie, která umožňuje díky unikátnosti sekvence DNA každého člověka spolehlivě určit, zdali daný úsek DNA patří hledanému člověku. Velké množství našeho genomu sdílíme nejen se všemi ostatními lidmi, ale do značné míry i se šimpanzi. V roce 1984 potvrdil unikátnost každého z nás tým kolem Aleca Jeffreyse na Leicesterské univerzitě. Objevili, že určitá místa na DNA podléhají polymorfismu. Na základě tohoto zjištění Jeffreys vymyslel metody na izolaci a analýzu těchto částí lidské DNA. Pro genetickou daktyloskopii se v současnosti nejčastěji využívá polymorfismus v repetitivní DNA, především krátké tandemové repetice, které se liší počtem svých opakování, a tedy svou délkou.

## Metody genetické daktyloskopie
Analýzu DNA lze provést prakticky z každého typu lidské tkáně. I ze zdrojů, které jsou na DNA poměrně chudé - z kostí, nehtů, konečků vlasů, šupinek kůže atd. U vlasu lze identifikovat člověka na základě jeho složení z proteinů. Analytických metod, které se používají při porovnávání vzorků DNA, ať už v kriminalistice, nebo například v testech rodičovství, je celá řada a mnohdy se jejich použití prolíná a kombinuje.
Nejpoužívanější metody jsou:

### Polymerázová řetězová reakce
Polymerázová řetězová reakce (zkratka PCR) slouží k vytvoření až mnoha milionů exaktních kopií vzorového fragmentu DNA o maximální délce 10 tisíc nukleotidů (v některých případech bylo dosaženo délky až 40 tisíc), což umožňuje provést analýzu DNA i z velmi malého vzorku.

### Random-amplified polymorphic DNA
Random-amplified polymorphic DNA (zkratka RAPD) je méně přesná metoda, používaná občas jako předtest, pro svou nenáročnost a rychlost.

### Short Tandem Repeat Polymorphism a Variable Number Tandem Repeats
Short Tandem Repeat Polymorphism (zkratka STRP) a Variable Number Tandem Repeats (zkratka VNTR ) jsou moderní, dnes nejpoužívanější metody jsou podobné metody RFLP, která však pracují s jinak získanými fragmenty DNA. 99 % DNA mají všichni lidé společnou. V DNA se však vyskytují místa, která neslouží ke kódování genů, a která jsou tvořena opakováním krátkého motivu, jakéhosi „slova“, které tvoří mnohokrát opakovaný sled 2 - 4 nukleotidů, např. -CACG-CACG-CACG-. Říkáme jim tandemové repetice a v lidské DNA jich dnes známe více než 8 tisíc. Podoba těchto repetic a jejich délka je výrazně individuální. Je to způsobeno tím, že jejich mutace nemají pro člověka pravděpodobně žádný význam, jelikož nekódují žádnou genetickou informaci. Naproti tomu pokud by mutace postihla některý esenciální gen, pravděpodobně by tím zásadním způsobem poškodila správné fungování genu a možná i zabránila přežití takovéhoto jedince, což velmi efektivně odstraňuje podobné odchylky ze společnosti. Při testování se postupem podobným tomu, který je použit při RFLP (PCR, agarázový gel, Southern blot), určí, jak je vybraná tandemová repetice u daného člověka dlouhá, tedy kolika opakováními „slova“ je tvořena. Stejně se postupuje i u dalších repetic – celkem se jich obvykle zkoumá 15, pokud není potřeba vyšší počet. Přesnost výsledků této metody je, stejně jako u RFLP, blízká 100 %.

### Restriction Fragment Length Polymorphism
Restriction Fragment Length Polymorphism (zkratka RFLP) je klasická metoda zjišťování genetického profilu, která se již dnes nepoužívá tak často, jako dříve.

## Příprava vzorku

### Extrakce DNA
Molekulu DNA je nejprve nutné izolovat z buňky a očistit od případných nečistot (nejčastěji bílkovin, fenol a agarosa). K extrakci a purifikaci DNA, které musí předcházet izolaci jader pomocí centrifugace, se používá například guanidinhydrochlorid, obvykle ve směsi s dalšími látkami. Kontrola čistoty vzorku se měří pomocí spektrofotometrického měření v UV světle, při menším vzorku, nebo větší míře výskytu nečistot se přesnější určení koncentrace nukleové kyseliny dá zjistit z intenzity fluorescence emitované ethidiumbromidem.

### Štípání a amplifikace DNA
Po extrahování vzorku DNA je dalším krokem rozštěpení molekuly na jednotlivé malé fragmenty. V současnosti je známo přibližně 1500 restrikčních endonukleáz, které dokáží rozeznat krátké sekvence nukleotidů (4, 6, 8) a podle rozeznané sekvence dokáží DNA v konkrétním místě rozštěpit. Jejich použití vede k fragmentaci DNA na díly, které jsou specifické pro každého člověka, jelikož přesné pořadí bází se u každého člověka vyjma jednovaječných dvojčat liší. Výsledkem je směs různě velikých úseků DNA. Pokud je DNA ve vzorku pro analýzu málo, tak je možné si dané úseky namnožit pomocí PCR.

### Separace fragmentů elektroforeticky
Ve chvíli, kdy máme DNA řádně rozštípanou a v dostatečném množství, musíme jednotlivé úseky DNA od sebe oddělit. K tomuto účelu se používá nejčastěji gelová elektroforéza na agaróze. Směs se vlije k jednomu konci nádoby s tenkou vrstvou speciálního agarosního gelu – porézní, gelovité hmoty. Protože DNA má záporný náboj, postupuje v gelu k anodě (+). Ale protože různě velké kusy DNA postupují gelem různou rychlostí, dojde k rozdělení jednotlivých fragmentů DNA do tzv. DNA profilu.

### Přesun fragmentů na nylonovou membránu
Protože se s agarosovým gelem špatně pracuje, přenáší se DNA na nylonovou membránu. Tomuto procesu se říká Southern blot. Předtím ale musíme DNA oddělit na jednotlivá vlákna, což učiníme pomocí hydroxidu sodného. Poté se přiloží na gel nylonová membrána a vysaje z gelu rozpouštědlo. S rozpouštědlem se pohybují i fragmenty DNA, které se uchytí na membráně. Na závěr je nylonová membrána ozářena paprsky UV, které způsobí trvalé umístění fragmetů na membránu.

### Přidání hybridizačních sond
Na membránu se poté nalije roztok s hybridizačními sondami – buď radioaktivně nebo fluorescenčně značených krátkými kousky jednovláknové DNA, které se spojí s DNA na membráně. Pomocí detergentů, případně neionizovaného formamidu se zabrání nespecifické vazbě sondy na nylon.

### Vizualizace a identifikace
Na membránu je umístěn X-ray film. Sondy, které jsou nyní rozmístěny pouze v některých částech membrány, vyvolají expozici filmu v odpovídajících částech. Film je vyvolán a tím vzniká DNA fingerprint, složený z proužků různé tloušťky a různých rozestupů. Tato metoda (bod 5–7) se nazývá „Southern blot“ podle vynálezce Edwina Southerna.

## Podobné metody
- Podobné metody, které byly vyvinuty, se jmenují podobně jako Southern blot podle vynálezce Edwina Southerna. Konkrétně Northern blot (detekce RNA) a Western blot (imunologická detekce proteinů). Kromě toho existují ještě Slot blot a Dot blot. Ty se odlišují pravidelným tvarem naneseného vzorku sond (slot – protáhlý, pravidelný tvar, dot – kruhový, pravidelný tvar). Možností je také tzv. Revers blotting, během něhož je nejprve na membránu nafixována sonda a až poté hybridizovaná DNA ze zkoumaného vzorku.

- Při testech rodičovství se též používají technologie, které porovnávají přímo mitochondriální DNA, která se dědí pouze od matky a je tudíž výborně prokazatelná. U mužských potomků se stejně tak porovnává chromozóm Y s otcovým.

### DNA a RNA z prostředí
Environmentální DNA (eDNA) či environmentální RNA (eRNA) se nachází na površích, v půdě, vodě či ve vzduchu (usazuje se třeba v klimatizaci). Dostává se tam minimálně z dechu osoby, která se na daném místě nacházela, actak jako otisk může sloužit k identifikaci osob, které byly přítomny.